# Västra Finlands militärlän
Västra Finlands militärlän (finsk: Länsi-Suomen sotilaslääni) er et af hærens fire militære len indenfor Finlands försvarsmakt. Militærlenets stab er placeret i Tavastehus. Lenet er inddelt i syv regionale kontorer eller regionalbyråer, som de kaldes i Finland.

## Regionalbureauer
- Egentliga Tavastlands regionalbureau i Tavastehus
- Mellersta Finlands regionalbureau i Jyväskylä
- Birkalands regionalbureau i Tammerfors
- Österbottens regionalbureau i Vasa (omfatter landskaberne: Södra Österbotten, Österbotten og Mellersta Österbotten)
- Päijänne-Tavastlands regionalbureau i Lahtis
- Satakundas regionalbureau i Huovinrinne ved Säkylä
- Egentliga Finlands regionalbureau i Åbo. (Obs! Åland er en demilitariseret zone)